# Seniseneb (Thutmosis I.)
Seniseneb (auch Seni-seneb) war die Mutter des altägyptischen Königs (Pharaos) Thutmosis I. Sie trug den Titel Königsmutter. In einer aus Wadi Halfa stammenden Thronbesteigungsanzeige wird neben dem Krönungsdatum des Thutmosis I. (21. Peret III) auch Seniseneb erwähnt, der als Königsmutter zukünftig ebenso der Treueeid zu schwören sei. Seniseneb ist außerdem auf einem Relief im Totentempel der Hatschepsut dargestellt.